# تالار مشاهیر ترانه‌پردازان
تالار مشاهیر ترانه‌پردازان (انگلیسی: Songwriters Hall of Fame) که به اختصار «SHOF» نامیده می‌شود، در سال ۱۹۶۹ میلادی توسط ترانه‌سرای مشهور آمریکایی «جانی مرسر» و همچنین دو تهیه‌کنندهٔ موسیقی به نام‌های «ایب اولمن» و «هاوی ریچموند» به‌منظورِ بزرگداشتِ ترانه‌پردازانی پایه‌گذاری شد که برخی از محبوب‌ترین ترانه‌های جهان را سروده‌اند. این جایزه نه تنها پاسداشتی برای ترانه‌پردازان برتر است، بلکه از طریق ارائهٔ کمک‌هزینه و کارگاه‌های آموزشی، به شکوفاییِ استعداد و پیشرفت ترانه‌پردازان جوان کمک می‌کند.
تالار مشاهیر ترانه‌پردازان هم‌اکنون مکانی دائمی ندارد و جوایز آن پخشِ تلویزیونی نمی‌شود. در حالِ حاضر، تأسیساتی در طبقهٔ زیرین «ساختمان بریل» در نیویورک برای آن در حالِ ساخت است.
تا سال ۲۰۱۰ میلادی، ۳۸۳ نفر به عضویت «SHOF» درآمده بودند. گروه راکِ بریتانیاییِ «کوئین»، نخستین گروهِ موسیقی‌ای بود که در سال ۲۰۰۳ به عضویت «SHOF» درآمد.